# Bandera Nauta Sanxenxo
La Bandera Nauta Sangenjo (Bandeira Nauta Sanxenxo en gallego) es una competición anual de remo, concretamente de traineras, que se celebró en Sangenjo (Pontevedra) entre los años 2013 y 2015, organizada por la Liga ACT y el Amegrove Club de Remo y patrocinada por Nauta Sanxenxo.
Las regatas se disputaron frente a la playa de Silgar de Sangenjo en la Ría de Pontevedra situándose las boyas de salida frente al puerto de la localidad y las calles se dispusieron en sentido sur. Las regatas se desarrollaron por el sistema de tandas por calles. Se bogaron cuatro largos y tres ciabogas lo que totaliza un recorrido de 3 millas náuticas que equivalen a 5556 metros. Esta prueba fue puntuable para la Liga ACT.

## Historia
Todas las ediciones de esta bandera se celebraron los primeros días de julio siendo, por tanto, una de las primeras regatas de cada una de las tres temporadas en la que se disputó. Así, en la temporada 2013 fue la cuarta regata disputada el día 6 de julio, en la edición de 2014 se compitió el día 5 siendo la segunda de la temporada como en la temporada 2015 que tuvo lugar el día 4 de julio.

## Historial
| Edición | Año  | Ganador      | Segundo      | Tercero      |
| ------- | ---- | ------------ | ------------ | ------------ |
| I       | 2013 | Kaiku        | Orio         | San Juan     |
| II      | 2014 | Urdaibai     | Orio         | Fuenterrabía |
| III     | 2015 | Fuenterrabía | Cabo da Cruz | San Juan     |

## Palmarés
| Victorias | Club         | Años |
| --------- | ------------ | ---- |
| 1         | Kaiku        | 2013 |
| 1         | Urdaibai     | 2014 |
| 1         | Fuenterrabía | 2015 |